# Самоследов, Тихон Фёдорович
Тихон Фёдорович Самоследов (1909—1985) — советский работник сельского хозяйства, старший чабан колхоза имени XVII партконференции Ремонтненского района Ростовской области, Герой Социалистического Труда.

## Биография
Родился 10 июня 1909 года в селе Ремонтное Астраханской губернии Российской империи, ныне Ремонтненского района Ростовской области.
В 1931 году вступил в колхоз, где вначале работал подпаском, а в 1933 году стал чабаном. На следующий год Тихон Самоследов добился рекордного для района результата, получив от каждых 100 овцематок по 120 ягнят. В 1939 году был участником ВСХВ, где получил бронзовую медаль.
С 1941 года находился в Красной Армии. Участвовал в Великой Отечественной войне, несколько раз был ранен; попал в фашистский концлагерь, бежал. Дошёл до Берлина и войну окончил в Австрии.
После демобилизации вернулся на родину и вновь стал работать чабаном. Стоял у истоков освоения тонкорунного овцеводства в Ростовской области. С 1954 года – старший чабан колхоза имени XVII партконференции Ремонтненского района Ростовской области. Первым в районе Самоследов взялся за ответственный эксперимент по разведению маток и доказал, что ранние окоты, являются новым методом выращивания овец. Ежегодно в среднем его бригада  получала к отбивке от 125 до 147 ягнят от 100 овцематок, настриг шерсти с каждой головы по составлял 7-8 килограммов.
За более чем 45 лет своей деятельности воспитал не один десяток чабанов. Среди его учеников — Герой Социалистического труда Е. Г.Олешко. С 1977 года Тихон Фёдорович Самоследов находился на пенсии, жил в родном селе, где и умер 7 июня 1985 года.

## Награды
- Указом Президиума Верховного Совета СССР от 22 марта 1966 года за достигнутые успехи в развитии животноводства, увеличении производства и заготовок шерсти и другой продукции Самоследову Тихону Фёдоровичу присвоено звание Героя Социалистического Труда с вручением ордена Ленина и золотой медали «Серп и Молот».
- Также был награждён медалями.

## Память
- Ростовским обкомом КПСС был учрежден приз имени Героя Социалистического Труда Т. Ф. Самоследова, вручавшийся по итогам года вместе с символом овцеводства – герлыгой – старшему чабану, достигшему наивысших производственных показателей. Также областной комитет ВЛКСМ утвердил приз Самоследова для победителей социалистического соревнования среди молодых овцеводов.
- В 2016 году на территории села Ремонтного, в канун празднования 95-летия района, прошло торжественное открытие Аллеи Славы Ремонтненского района, где увековечено имя Т. Ф. Самоследова.[1]
- В селе имеется улица им. Т. Самоследова.[2]